# Bordúria
Bordúria (en francès, Bordurie) és un país imaginari de Les aventures de Tintín.

## Geografia
Pel que es pot vore als còmics, la república de Bordúria es troba a la península dels Balcans, fent frontera amb Sildàvia.

## Història
A El ceptre d'Ottokar, en Tintín llegeix un fulletó turístic sildau on s'explica la història medieval de Sildàvia i les seves relacions amb Bordúria: el 1195 Bordúria annexionà la seva veïna Sildàvia, que va estar sota el seu domini fins al 1275, quan el baró Almaszout expulsà els borduris i es proclamà rei Ottokar I. En les històries posteriors de Tintín, aquesta antiga rivalitat continua activa i els borduris intenten contínuament envair o desestabilitzar Sildàvia. El ceptre d'Ottokar (escrit per Hergé el 1939) relata un intent frustrat per part dels borduris d'organitzar un cop d'Estat a Sildàvia, intentant destronar el rei i envair el país.

### Règim bigotista
A L'afer Tornassol (1956), Bordúria es mostra com un país estereotipat del Bloc de l'Est, amb la seva policia secreta (la ZEP, dirigida pel coronel Sponsz) i un dictador militar d'estil estalinista anomenat Pleksi-Glaç, que promou el "bigotisme" (una ideologia de règim totalitari amb partit únic). Una estàtua de Pleksi-Glaç, portant un bigoti semblant al de Stalin i fent una salutació amb el braç a l'estil nazi, apareix davant d'un edifici governamental. Els militars borduris d'aquest període es mostren ineptes tecnològicament, incapaços d'aturar un tanc robat per en Tintín i els seus companys, ja que les mines i els canons resulten defectuosos.
A Tintín i els Pícaros (1976), la 'república bananera' imaginària de San Teodoro, governada pel general Tapioca, ha format una aliança amb el govern borduri, que li envia consellers militars com el coronel Sponsz. En una pàgina inèdita que Hergé dibuixà per a aquest llibre, es pot veure un bust de Pleksi-Glaç a l'oficina d'un coronel de San Theodoros.

## Símbols
A L'afer Tornassol, el bigoti del mariscal Pleksi-Glaç s'utilitza com a símbol nacional, que apareix a la bandera del país, en la seva arquitectura o als para-xocs dels cotxes. Els policies i oficials porten braçalets vermells amb el símbol del bigoti al centre d'un cercle blanc. És semblant al que portaven diverses organitzacions alemanyes durant el govern del règim nazi. A Tintín i els Pícaros el logotip bigotista es pot veure en la decoració d'edificis de San Theodoros. Els borduris s'exclamen sovint tot dient "Pels bigotis de Pleksi-Glaç!".
Durant els diversos títols on apareix Bordúria, la bandera del país va canviant.

## Llengua
Els llibres de Tintín representen la llengua del país, el bordurià, només en fragments. Com el sildau, la llengua sembla estar basada en el dialecte neerlandès de Brussel·les, ja que utilitza mänhir per dir "senyor" (en neerlandès mijnheer). A diferència del sildau, empra exclusivament l'alfabet llatí i fa un ús intensiu del dígraf sz (possiblement manllevat de l'hongarès), així com ô.